# Tall an-Nabi Mandu
Tall an-Nabi Mandu (arab. تل النبي مندو) – miejscowość w Syrii, w muhafazie Hims. W 2004 roku liczyła 1068 mieszkańców.